# Liriomyza albispina
Liriomyza albispina (лат.) — вид мелких минирующих мух рода Liriomyza из семейства Agromyzidae (Diptera). Канада (Онтарио).

## Описание
Мелкие минирующие мухи, длина крыла около 2 мм. Края калиптера коричневые. Взрослые мухи желтовато-коричневого цвета, с тонким корпусом и относительно большими прозрачными крыльями. Личинки, предположительно, как и у других видов своего рода, развиваются в листьях растений (минируют их). Близок к видам L. smilacinae и L. eupatorii, но у L. albispina анэпимерон жёлтый (а не коричневый) в задней половине. 
Вид был впервые описан в 2017 году канадским диптерологом Оуэном Лонсдейлом (Owen Lonsdale, Agriculture and Agri-Food Canada, Оттава, Канада).